# Calymmodon
Calymmodon, rod pravih paprati (papratnice) iz potporodice Grammitidoideae,. dio porodice Polypodiaceae, red Polypodiales. Kew ovaj rod tretira kao sinonim za Grammitis.
Postoji 60 vrsta, uglavnom Borneo i Nova Gvineja, također Šri Lanka, jugoistočna Azija do Australije i Polinezije, 3 na Tajvanu. Rod je opisan u Tentamen Pteridographiae 203–204, pl. 9, f. 1. 1836. Tipična je Calymmodon cucullatus (Nees & Blume) C. Presl. 

## Vrste
1. Calymmodon acrosoroides Parris; sp. nov. in prep.
2. Calymmodon acutangularis Parris; sp. nov. in prep.
3. Calymmodon asiaticus Copel.
4. Calymmodon atrichus Copel.
5. Calymmodon binaiyensis Parris; sp. nov. in prep.
6. Calymmodon borneensis Parris; sp. nov. in prep.
7. Calymmodon clavifer (Hook.) T.Moore
8. Calymmodon concinnus Parris
9. Calymmodon conduplicatus (Brause) Copel.
10. Calymmodon coriaceus Parris; sp. nov. in prep.
11. Calymmodon cucullatus (Nees & Blume) C.Presl
12. Calymmodon curtus Parris
13. Calymmodon debilis Parris; sp. nov. in prep.
14. Calymmodon decipiens Parris; sp. nov. in prep.
15. Calymmodon fragilis Copel.
16. Calymmodon furcatus Parris
17. Calymmodon gibbsiae Parris; sp. nov. in prep.
18. Calymmodon glabrescens Copel.
19. Calymmodon gracilis (Fée) Copel.
20. Calymmodon gracillimus (Copel.) Nakai ex H.Itô
21. Calymmodon grantii Copel.
22. Calymmodon holttumii Parris; sp. nov. in prep.
23. Calymmodon hyalinus Copel.
24. Calymmodon hygroscopicus Copel.
25. Calymmodon ichthyorhachioides Alston
26. Calymmodon innominatus Parris; sp. nov. in prep.
27. Calymmodon kanikehensis Parris; sp. nov. in prep.
28. Calymmodon kinabaluensis Parris; sp. nov. in prep.
29. Calymmodon latealatus Copel.
30. Calymmodon ledermannii Parris; sp. nov. in prep.
31. Calymmodon linearis Parris; sp. nov. in prep.
32. Calymmodon longipilosus Parris; sp. nov. in prep.
33. Calymmodon luerssenianus (Domin) Copel.
34. Calymmodon mnioides Copel.
35. Calymmodon morobensis Parris; sp. nov. in prep.
36. Calymmodon murkelensis Parris; sp. nov. in prep.
37. Calymmodon muscoides (Copel.) Copel.
38. Calymmodon ohaensis Parris; sp. nov. in prep.
39. Calymmodon oligotrichus T.C.Hsu
40. Calymmodon ordinatus Copel.
41. Calymmodon orientalis Copel.
42. Calymmodon pallidivirens Parris; sp. nov. in prep..
43. Calymmodon papuanus Parris; sp. nov. in prep.
44. Calymmodon pectinatus Parris
45. Calymmodon pergracillimus (Alderw.) Copel.
46. Calymmodon persimilis (C.Chr.) Tagawa
47. Calymmodon ponapensis Copel.
48. Calymmodon pseudoclavifer Parris; sp. nov. in prep.
49. Calymmodon pseudordinatus Parris; sp. nov. in prep.
50. Calymmodon ramifer Copel.
51. Calymmodon rapensis Copel.
52. Calymmodon reconditus Parris; sp. nov. in prep.
53. Calymmodon redactus Parris; sp. nov. in prep.
54. Calymmodon schultzei Parris; sp. nov. in prep.
55. Calymmodon seramensis Parris; sp. nov. in prep.
56. Calymmodon solomonensis Parris
57. Calymmodon subalpinus Parris; sp. nov. in prep.
58. Calymmodon subgracilis Parris
59. Calymmodon subtilis Parris
60. Calymmodon tehoruensis Parris; sp. nov. in prep.

## Sinonimi
- Plectopteris Fée; Mém. Foug. 5 (Gen. Filic.): 230 (1852)
- Calymmodon C.Presl ex Copel.; Philipp. J. Sci. 34: 259-269, t. 1-6 (1927)